# Louis Chassé
Louis Chassé (né le 24 janvier 1925 à Montréal et mort le 30 septembre 1997 à Québec) est un journaliste et commentateur sportif québécois. 
Pionnier de la radio et de la télévision à Québec, il suit les traces de son oncle Edmond Chassé et de sa grand-mère Émilienne Larocque, figures marquantes du journalisme à Québec au début du 20e siècle.

## Biographie
Louis Chassé grandit à Québec au sein d’une famille intimement liée aux mondes militaire et journalistique. 
Son père, Antoine Chassé, participe aux deux guerres mondiales et reçoit plusieurs médailles, dont la Croix-militaire « pour bravoure remarquable lors des opérations au nord de Cambrai, du 1er au 14 octobre 1918 ». Son oncle, Henri Chassé, fut le premier commandant du Royal 22e Régiment, et ses cousins, Pierre et Henri Chassé, commandèrent tous deux le 1er bataillon du Royal 22e Régiment.
Ses grands-parents, Honoré Chassé, avocat, journaliste et imprimeur, et Émilienne Larocque, imprimeuse et administratrice de journal, initient très tôt à la typographie et au journalisme plusieurs des oncles et tantes de Louis.
Louis Chassé épouse, le 23 avril 1949, Louise Chauvin, fille de Antoine Chauvin, avec qui il a cinq filles,.

## Carrière
Chassé commence sa carrière en 1947 au journal Le Canada à Montréal. De 1948 à 1951, il travaille au réseau français de Radio-Canada à Montréal où il présente une chronique de ski hebdomadaire,.  Il revient à Québec en 1952 pour se joindre à l’équipe de CBV (Radio-Canada).  Lors de l'entrée en onde, en 1954, de la première station de télévision à Québec, CFCM-TV, affiliée bilingue de CBC/SRC, il entame sa carrière télévisuelle. Ralenti par la maladie à la fin des années 1970, il demeure à l'emploi de la Société Radio-Canada jusqu'en août 1985.

### Couverture d'événements d'envergure
Chassé fut:
- En 1954,  le premier délégué[9] de Radio-Canada aux Jeux de l'Empire (devenus par la suite les Jeux du Commonwealth).

- En 1958, le premier délégué de Radio-Canada au Championnat du monde de hockey à Oslo[10],[11].

- En 1959, le commentateur du Championnat du monde de hockey à Prague
- En 1960, le premier délégué de Radio-Canada aux Jeux olympiques d'hiver, à Squaw Valley[12],[13]
- De 1968 à 1979, le commentateur du championnat du monde de curling
- Commentateur de nombreux omniums de golf du Canada.
- Commentateur de nombreuses rencontres de la ligue canadienne de football.

## Anecdote
Chassé apparaît comme figurant (policier) dans le film d'Alfred Hitchcock, La Loi du silence (I Confess), entièrement tourné à Québec en 1952.